# Padeș (gmina)
Padeș – gmina w Rumunii, w okręgu Gorj. Obejmuje miejscowości Apa Neagră, Călugăreni, Cerna-Sat, Cloșani, Motru Sec, Orzești, Padeș i Văieni. W 2011 roku liczyła 4800 mieszkańców.